# Ciosna, Tỉnh West Pomeranian
Ciosna [ˈt͡ɕɔsna] (tiếng Đức: Dorotheenhof)  là một khu định cư ở khu hành chính của Gmina Gryfino, thuộc hạt Gryfino, West Pomeranian Voivodeship, ở phía tây bắc Ba Lan, gần biên giới Đức.
Trước năm 1945, khu vực này là một phần của Đức.